# Нововятский район
Нововя́тский райо́н — один из четырёх городских административных районов города Кирова в Кировской области России. 
До 1989 года — город Нововятск в Кирово-Чепецком районе Кировской области.

## География

Дом культуры «Россия», Нововятск

Район расположен в южной части города по левому берегу реки Вятки. Общая площадь территории составляет — 3648 га.

## История
Старинный тракт из Хлынова в Казань был основной сухопутной магистралью Вятского края, по обе стороны которой располагались хутора, починки и деревни. Соблюдая историческую тенденцию, город Нововятск, ставший основой образуемого Нововятского района, протянулся на несколько километров берегом Вятки и раскинул свои жилые кварталы по обеим сторонам древнего Казанского тракта, именуемого в черте города Советской улицей.
В дореволюционное время на территории современного Нововятска были расположены деревушки Грухи, Коноваловская, Татарка, Крутиха, Мареевская. Используя выгодное транспортное положение места, руководитель акционерного общества северных заводов Пастухов построил здесь лесопильный завод. Завод начали строить в 1913 году. Он был первым лесопильным предприятием в Вятской губернии. Доставка пиломатериалов осуществлялась по реке на сухогрузных судах, по тракту — на лошадях, а также по железной дороге. Наличие прямой железнодорожной связи с Петербургом давало выход готовой продукции к Балтийскому морю, а по нему в западноевропейские страны. В годы советских пятилеток завод быстро развивался. Вокруг него рос рабочий поселок, который получил название Лесозаводский.
В 1932 году около дер. Грухи был заложен второй деревообрабатывающий комбинат. Вокруг производственных цехов вырос второй рабочий поселок — Вятский. С началом войны на базе этого комбината разместилась часть оборудования Петрозаводской лыжной фабрики.
В некоторых местах, как, например, в районе Крутихи, строения возводились бессистемно, беспорядочно. Поэтому город не представляет собой единого целого жилого массива, а состоит из разобщенных частей различной архитектуры и застройки.
Указом Президиума Верховного Совета РСФСР от 28 марта 1955 рабочие поселки Вятский и Лесозаводский были объединены в один рабочий поселок, который был преобразован в город районного подчинения — Нововятск. 
В 1958—1960 годах город был центром Нововятского района Кировской области, после чего райцентр был перенесён в Кирово-Чепецк c переименованием всего района в Кирово-Чепецкий район.
С 1 ноября 1989 город Нововятск вошел в состав города Кирова с образованием в его составе Нововятского района.

## Население
| 2002    | 2009    | 2010    | 2012    | 2013    | 2014    | 2015    | 2016    | 2017    |
| ------- | ------- | ------- | ------- | ------- | ------- | ------- | ------- | ------- |
| 36 108  | ↗45 055 | ↗46 871 | ↗47 014 | ↗47 732 | ↗47 993 | ↗48 896 | ↗49 053 | ↗49 475 |
| 2018    | 2019    | 2020    | 2021    |         |         |         |         |         |
| ↗49 591 | ↗49 653 | ↗50 000 | ↘48 665 |         |         |         |         |         |

## Микрорайоны

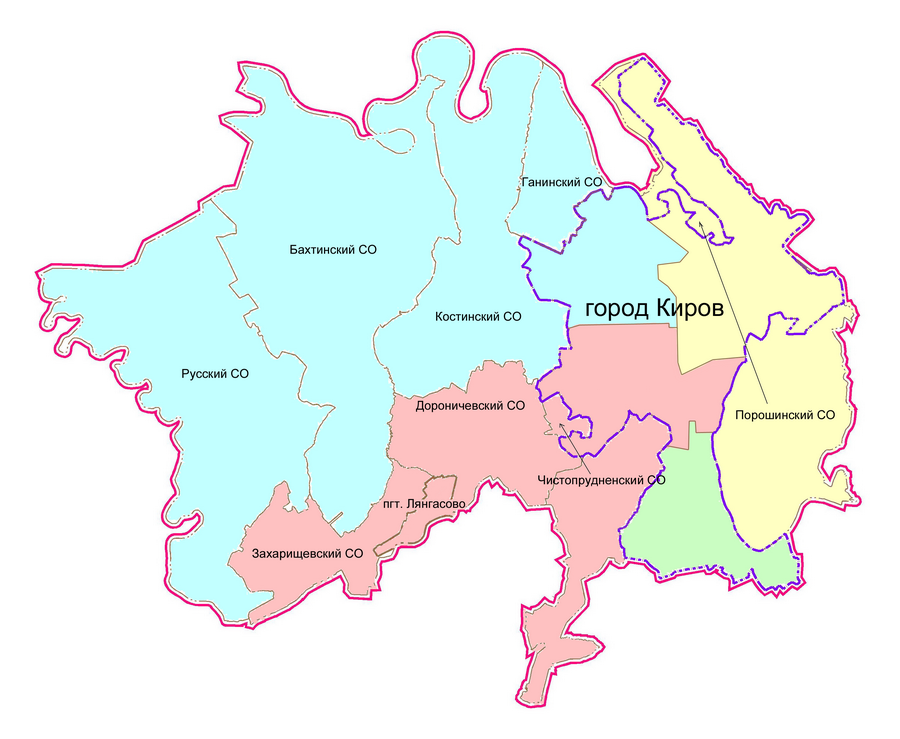
Районы города Кирова с подчинёнными территориями:
Октябрьский район
Нововятский район
Первомайский район
Ленинский район

В состав района входят микрорайоны, включая бывший посёлок городского типа Радужный и 22 слободы:
- Радужный,
- Сошени,
- Красное,
- Соломинцы,
- Трушинцы,
- Шулаи,
- Шельпяки,
- Решетники,
- Лянгасы,
- Варсеги,
- Савинцы,
- Заполица,
- Орлы,
- Огородники,
- Кокуй,
- Леваши,
- Вахрино,
- Луговые,
- Корчёмкино,
- Лосево,
- 41 микрорайон.

## Экономика
Крупнейшим предприятием Нововятского района является Нововятский механический завод, работающий в интересах обороны РФ и производящий товары широкого потребления, преимущественно кухонную бытовую технику. Также имеются крупные предприятия занимающиеся деревообработкой, такие как: Нововятский лесоперерабатывающий комбинат, Вятский фанерный комбинат. Кроме того, присутствуют предприятия лёгкой и пищевой (филиал булочно-кондитерского комбината) промышленности. Так же имеются предприятия, изготовляющие мебель.
В январе 2012 Владимир Путин подверг критике повышение тарифов на ЖКХ в Нововятске, которые, как он выразился, «сразу на 40 % взяли и вдули».

## Транспорт
Нововятский район расположен вдоль Казанского тракта, также имеет регулярное автомобильное сообщение с городом Кирово-Чепецком и с Советским трактом через Южный обход города Кирова. Общественный пассажирский транспорт представлен автобусами городских и пригородных маршрутов. В перспективе возможно строительство троллейбусной линии, связывающей район с центральной частью города Кирова. Также имеются речной порт на реке Вятке (в прошлом, уже давно не актуально) и железнодорожная станция Поздино Горьковской железной дороги.